# 더 클린 네트워크
더 클린 네트워크(The Clean Network)는 2020년 8월 마이크 폼페이오(Mike Pompeo) 당시 미 국무장관이 "권위주의적인 악의적 행위자들로부터 자유 세계에 제기된 데이터 개인 정보 보호, 보안, 인권 및 원칙에 입각한 협력에 대한 장기적인 위협"을 해결하기 위해 발표한 미국 정부 주도의 초당적 노력이다. 발기인들은 이것이 "민주적 가치에 기초한" "민주주의와 기업의 동맹"을 가져왔다고 말한다. 트럼프 행정부에 따르면 더 클린 네트워크는 신뢰할 수 있는 파트너 연합을 통해 국제적으로 인정되는 디지털 신뢰 표준을 구현하기 위한 것이다.
2020년 12월, 미국은 전 세계 국내총생산(GDP)의 3분의 2 이상을 차지하는 60개 이상의 국가와 200개의 통신회사가 클린 네트워크(Clean Network) 원칙을 공개적으로 약속했다고 발표했다. 이 민주주의 동맹에는 NATO 회원국 30개 중 27개가 포함된다. EU 회원국 27개국 중 26개국, OECD 37개국 중 31개국, 삼수양 12개국 중 11개국, 일본, 이스라엘, 호주, 한국, 싱가포르, 대만, 캐나다, 뉴질랜드, 베트남, 인도가 여기에 속한다.
클린 네트워크(Clean Network)라는 용어는 미 국무부 차관 키스 크라크(Keith Krach)가 처음으로 이 계획을 주도한 사람으로 미국 재무부, 미국 무역대표부, 미국 국가안전보장회의, 미국 상무부 관계자를 포함해 만들어졌다. 블룸버그에 따르면 Krach는 강제보다는 신뢰에 의존하여 더욱 통합된 국제 프로젝트를 형성하기 위해 다양한 국가 및 지역 접근 방식을 조정한 공로("미국 우선주의" 전략)를 인정받았다. 2021년 4월 22일 워싱턴 포스트의 데이비드 이그나티우스(David Ignatius)는 크라크의 클린 네트워크가 기술에 관한 동일한 경쟁의 장에서 민주주의를 함께 결집하려는 바이든 행정부의 열망에 연속성을 제공한다고 말했다.
크라크는 화웨이의 노력을 처음에는 좀 더 대립적인 스타일과 달리 투자부터 '좋은 구식' 외교의 특징을 지닌 전략적 물자에 이르기까지 모든 면에서 중국의 경제적 압력에 맞서 단결하기 위한 더 넓은 전투에서 행정부의 '교두보'라고 설명했다. 월스트리트 저널은 클린 네트워크가 아마도 지난 4년 동안 "가장 오래 지속되는 외교 정책 유산"이 될 것이라고 썼다. 자오리젠 중국 외교부 대변인은 클린 네트워크를 '미국의 감시 네트워크'이자 '미국의 디지털 패권 강화'라고 표현했다.
연구원들은 클린 네트워크의 발표가 많은 주요 유럽 국가에서 무관심을 불러일으켰으며, 이 계획이 인터넷을 분열시킬 것이라는 우려와 함께 많은 사람들이 화웨이가 통제할 수 없는 보안 위협을 가하고 있다는 미국의 주장에 회의적이라고 지적했다. 이후 클린 네트워크의 여러 유럽 국가에서는 화웨이가 비핵심 5G 네트워크를 구축하도록 허용했다. 역사가 아서 L. 헤르만(Arthur L. Herman)과 전 미국 국가안보보좌관 로버트 C. 오브라이언이 쓴 2021년 12월 논평에서는 미국이 주도하는 화웨이의 5G 장비 금지 조치에 참여한 국가가 90개가 넘는 데 비해 단 8개국만이 참여했다고 언급했다. 몇몇 NATO 회원국과 지역 동맹국을 포함해 화웨이와 협력하고 있다. 헤르만과 오브라이언은 미국이 화웨이 네트워크에 대한 실행 가능한 대안을 제시하지 않았으며 광범위한 스펙트럼 옵션을 활용하지 못했다고 주장했다.